# متنزه بحيرة وندر الحكومي
متنزه بحيرة وندر الحكومي، هو متنزه حكومي في مقاطعة بوتنام، في ولاية نيويورك الأمريكية، في بلدة باترسون. مساحتها 1,145 أكر (4.6 كـم2)

## تاريخ
تم بناء بحيرة وندرعلى مساحة ثلاثين فدانًا (0.12 كيلومتر مربع) في ثلاثينيات القرن الماضي كجزء من سلسلة من التحسينات التي أدخلت على العقار بواسطة آل كوشمان، الذي كان يمتلك سلسلة من المخابز في مدينة نيويورك.  تشكلت بركة الغار الأصغر، التي تبلغ مساحتها ثلاثة أفدنة (0.012 كيلومتر مربع) ، بعد بناء سد خلال نفس الفترة الزمنية .2
كان قلب متنزه بحيرة وندر الحكومي هو المنزل الصيفي للنجمة التلفزيونية إليزابيث مونتغمري قبل وفاتها في عام 1995.
استحوذ مكتب ولاية نيويورك للمتنزهات والاستجمام والمحافظة التاريخية على ممتلكات بحيرة وندرالتي تبلغ مساحتها 794 فدان (3.21كم) في نوفمبر 1998 باستخدام الماء النظيف / اموال قانون بوند النظيف . تم توسيع الحديقة بشراء 106 أكر (0.4 كـم2) من المساحات المفتوحة في فبراير 2006  وتم توسيعها في عام 2010 ، مما جعل الحديقة بحجمها الحالي. قبل 106 فدان (0.43 كم) ، كان المسلك محاطًا بملكية خاصة بدون وصول عام.

## وصف الحديقة
اعتبارًا من 2013 ، احتوت متنزه بحيرة وندر الحكومي على 8.7 ميل (14 كـم) من المسارات، بما في ذلك مسارهايلاند، الذي يمرعبربحيرة لوريل ويحيط بـبحيرة وندر . أربعة مسارات أخرى تغطي الكثير من المناطق الشمالية والوسطى والغربية من الحديقة.
تعمل حديقه بحيرة وندر الحكومية على حماية أجزاء من مستجمعات المياه في مستنقع عظيم، ويعمل كحلقة وصل مع الأراضي العامة الأخرى في المنطقة.

## روابط خارجية
- متنزهات ولاية نيويورك: Wonder Lake State Park
- مؤتمر نيويورك ونيوجيرسي تريل: تفاصيل Wonder Lake State Park ومعلومات المسار
- NY - NJ - CT Botany Online: المشي لمسافات طويلة حديقة ووندر ليك الحكومية
- مدينة باترسون: محميات الدولة: Wonder Lake State Park